# Electra Heart
Electra Heart és el segon àlbum d’estudi de la cantant britànica Marina and the Diamonds, publicat el 27 d’abril de 2012 per les productores 679 Artists i Atlantic Records.
Diamandis va col·laborar amb diversos productors musicals com Liam Howe, Rick Nowels, RedOne, Greg Kurstin, Dr. Luke, Diplo i StarGate durant la gravació.
En aquest àlbum va allunyar-se del estil new wave, que està present al seu àlbum debut The Family Jewels (2010), i va construir un àlbum conceptual inspirat en la música electropop, una orientació molt diferent dels seus treballs previs. El seu contingut líric està unit a temes d’amor i identitat; a més, Diamandis va crear un personatge homònim, Electra Heart, que representava alguns dels arquetips femenins de la estereotipada cultura nord-americana.

## Antecedents
| «Electra Heart és la antítesi de tot allò que jo represento. He introduït i construïit un concepte completament al voltant d'ella, que representa la cara corrupta de la ideologia nord-americana, i bàsicament és la corrupció de vostès mateixos. La meva gran por, que és el temor de qualsevol, és perdre'm a mi mateixa i convertir-me en una persona buida. Això sol passar quan ets molt ambiciós». —Diamandis, descrivint el concepte darrere el personatge. |

Al tornar dels Estats Units després de debutar amb The Family Jewels (2010), Diamandis va considerar crear un personatge que es convertís en la peça central del seu següent projecte. Va comentar que “estava començant a pensar en la nostra generació de Tumblr i en com hi apareixen les fotos, i com la gent es transforma en petites estrelles d’internet i no saps qui són, simplement son rostres anònims. Per això vaig fer-me fotos i vaig esforçar-me en lluir completament diferents a cada una, a diferents hotels i apartaments dels Estats Units mentre viatjava.” El producte final es va convertir en “un personatge fred i despietat, que no era vulnerable”, més tard va descriure la figura d’Electra Heart com un “vehicle per retratar el somni americà amb elements de la tragèdia grega” i va afegir que els efectes visuals es fusionarien amb els conceptes divergents en una idea cohesiva.
A l’agost de 2011, Diamandis va anunciar que la seva següent obra s'anomenaria Electra Heart. Inicialment volia que es tractés d’una pel·lícula de tres parts inspirada per la cultura nord-americana dels anys 70, però el projecte va acabar essent el seu segon àlbum d’estudi. Originalment, la cantant va planejar publicar el disc com un projecte paral·lel en una entitat separada de Marina and the Diamonds, però la seva companyia gestora va denegar aquesta opció.
La cançó «Living Dead» va ser la primera en ser gravada durant la producció del treball. Aproximadament vint-i-dues cançons van ser gravades com a material potencial per ser inclòs a l’àlbum. Més tard es va comentar que el disc es tractava “d’una oda al amor disfuncional” justificant-se dient que “el rebuig és un tema universalment vergonyós i Electra Heart és la meva resposta a això”. Diamandis va declarar que el seu projecte va estar influenciat per artistes com Madonna, la qual va descriure com una valenta que no només busca fama, sinó ser una artista exitosa, també la icona sexual Marilyn Monroe i la reina Maria Antonieta d'Àustria. També va deixar clares les seves intencions de destacar la innocència barrejada amb la obscuritat, i va citar a la cantant Britney Spears com un gran referent en aquest aspecte.
Va descriure el producte final com “una mica rebaixat” i com una reflexió de les seves experiències personals, i va senyalar que la seva campanya de promoció seria “rosada i apelfada”.

## Composició
Fortament inspirat per estils musicals com l'electropop, s'ha descrit Electra Heart com un àlbum conceptual que detalla la identitat femenina i un desamor recent. Representa un canvi musical respecte l’àlbum debut de Diamandis, el qual incorporava prominents elements del new wave i el rock alternatiu. Més tard Diamandis va comentar que l’àlbum estava dissenyat específicament com un disc pop que li permetés establir un major protagonisme a la indústria musical contemporània. La protagonista homònima d’Electra Heart representa quatre arquetips femenins durant el seu desenvolupament: “Housewife”, “Beauty Queen”, “Homewrecker” i “Idle Teen”. Tot i així la seva presència a les cançons no està clarament definida, són més visibles als aspectes visuals del projecte.
L’àlbum inicia amb el tema «Bubblegum Bitch», una cançó power punk amb influències pop rock de la banda nord-americana No Doubt, en especial de Gwen Stefani. També té referències a les cançons «Soda Pop» i «Dear Diary» de Britney Spears, en una lletra que parla d’una dolça noia amb el cor d’or, que té el control complet del que ella vol.
A continuació ve «Primadonna», que en paraules de la intèrpret tracta sobre necessitar a ningú. La cançó comença amb una tornada pop operístic seguida d’una producció de rock electrònic sobre un ritme disco-house.
Després ve «Lies», una balada electro-dubstep amb influències new age al pont.

## Estrena i promoció
L’1 de març de 2012, Diamandis va compartir la portada de la versió estàndard d’Electra Heart, la qual mostra a la cantant rossa utilitzant rul·los. La portada de la versió deluxe presenta la mateixa fotografía de la cantant, però retocada amb un filtre violeta. Marina va confirmar la llista de cançons de l'edició estàndard el mateix día i va anunciar la de l'edició deluxe quatre diez més tard. Els segells discogràfics també van treure al mercat un box set d’edició limitada d’Electra Heart, el qual contenía la versió deluxe del disc, quatre fotografíes plastificades, un anell, un plexiglás, un collar i un mirall de butxaca.

### Vídeos musicals
Diamandis va publicar onze vídeos musicals a través de la plataforma Youtube durant la campanya de promoció d’Electra Heart, va declarar que la producció va conduir a la bancarrota al segell discogràfic, però va dir que els publicaria igualment i que acabaria la era d’Electra Heart com ella volia.
El primer, titulat Part 1: Fear and Loathing, va sortir el 8 d’agost de 2011. Apareix la Marina tallant-se el seu llarg cabell castany mentres canta la cançó en un balcó durant la nit.
El següent va ser Part 2: Radioactive, estrenat el 22 d’agost de 2011, on es veu a Diamandis amb una perruca rossa viatjant pels Estats Units amb un interès romàntic. Addicionalment, «Radioactive» va ser publicat a iTunes el 23 de setembre com a senzill promocional i va arribar a la posició 25 dins de l'UK Singles Chart el 15 d’octubre.
El 15 de desembre va sortir el clip en blanc i negre Part 3: The Archetypes mostra un primer pla de Diamandis, rossa, mentre sona la introducció de «The State of Dreaming»; efectivament va introduir els arquetips de mestressa de casa, reina de bellesa, destrossa-llars i adolescent despreocupat.
El 12 de març de 2012 va publicar Part 4: Primadonna, que va servir com a vídeo musical pel primer senzill del disc. Un videoclip on es mostra a la vocalista caracteritzada del seu personatge Electra Heart, amb aires glamurosos i retro.
El 18 de maig va penjar el vídeo de Part 5: Su-Barbie-A, en blanc i negre, que es desenvolupa durant la introducció de «Valley of the Dolls». Conté comentaris superposats que esmenten a una “Quick-Curl Barbie” i un “Mod-Hair Ken”, i mostra a Marina de cara a la porta davantera d’una casa.
El va seguir Part 6: Power & Control, estrenat el 30 de maig, on apareix Diamandis participant en una sèrie de jocs psicològics amb interès romàntic.
Diamandis va al·legar que Atlantic Records va retardar l'estrena de Part 7: How To Be A Heartbreaker perquè van sentir que es veia lletja al vídeo; el van publicar el 28 de setembre i en ell es mostra a la cantant interactuant amb diversos homes sense camisa en una dutxa comunitària.
Marina va estrenar la vuitena part, Part 8: E.V.O.L, corresponent a la cançó inèdita «E.V.O.L.», el 14 de febrer de 2013; el vídeo en blanc i negre presenta a la cantant amb els cabells foscos mentre mira al voltant en una habitació amb parets de rajoles blanques. A més, la cançó va estar disponible per la seva descàrrega gratuïta les 24 hores del dia de Sant Valentí.
La novena part, corresponent a Part 9: The State of Dreaming, es va estrenar el 2 de març de 2013. Es veu a la vocalista asseguda mentre alterna gesticulacions entre ulls tristos i un gran somriure; s'inicia amb un filtre en blanc i negre però canvia a color després del primer minut.
A continuació va venir Part 10: Lies, publicada el 17 de juliol, la qual utilitza una tècnica en blanc i negre similar. Es mostra a la artista mirant a càmera i amb poc maquillatge, més tard se la mostra al cim d’una torre abans de caminar sota la pluja amb un vestit.
Finalment, l’últim vídeo va ser Part 11: Electra Heart, el qual va estrenar la cançó homònima del disc i va incloure escenes de les parts anteriors.
Va acabar simbòlicament la etapa promocional d’Electra Heart, quan Diamandis va piular a Twitter el 8 d’agost: “¡Adéu, Electra Heart!”.

### Senzills
Es va inspirar en la campanya de promoció de sis senzills de Teenage Dream (2010) de Katy Perry. Diamandis va planejar treure sis talls d’Electra Heart, tot i així només va publicar tres cançons per quan l'etapa de promoció havia conclòs.
El 13 de març de 2012 es va anunciar que «Primadonna» seria el primer senzill del disc i es va estrenar als Estats Units una setmana després a través de la plataforma iTunes Store.
Robert Copsey de Digital Spy va parlar favorablement de la cançó al elogiar la seva producció general i la representació de Diamandis del arquetip femení.
Va arribar a l'onzena posició a la llista de popularitat UK Singles Chart, d’aquesta manera es va convertir en la cinquena cançó de Marina en arribar a les primeres quaranta classificacions al Regne Unit.
«Power & Control» va servir com a segon senzill d’Electra Heart, 679 Artists i Atlantic Records la van llençar mitjançant la iTunes Store al Regne Unit el 20 de juliol de 2012; va arribar a la posició número 193 al UK Singles Chart.

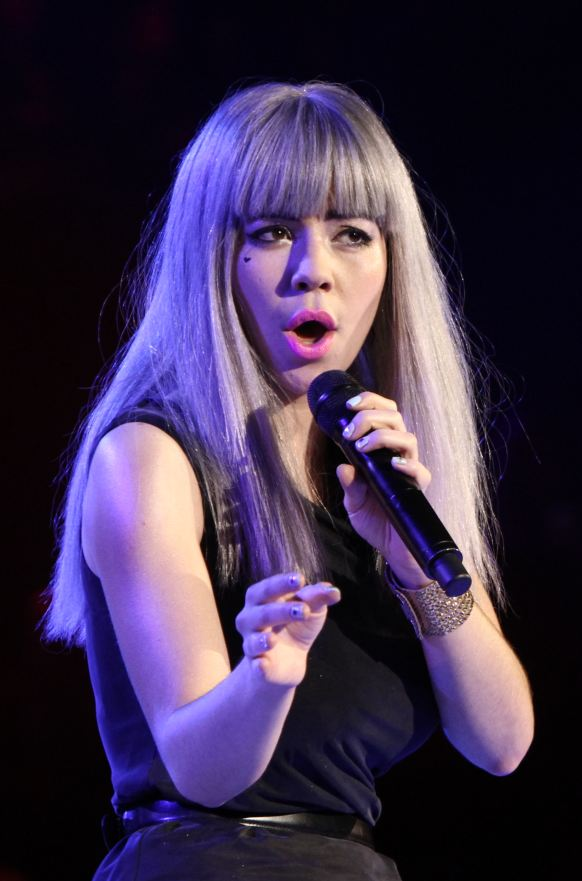
Diamandis en un dels seus concerts

Aquell mateix mes es va anunciar que «How to Be a Heartbreaker» seria llençada com a segon senzill als Estats Units i el tercer a Gran Bretanya. Diamandis va comentar que havia escrit la cançó mentre imprimien els fulletons per l'edició britànica d’Electra Heart i per conseqüència no va poder incloure-la al material original del disc; d’altra banda, la cançó va ser inclosa a la llista de cançons per a l'edició nord-americana. Les discogràfiques de la artista van publicar la cançó com a senzill el 7 de desembre de 2012 i va arribar a la posició 88 als rànquings britànics.

### Gira
Article principal: The Lonely Hearts Club Tour
El febrer de 2012 Diamandis va anunciar que començaria una gira promocional, The Lonely Hearts Club Tour. Es va realitzar paral·lelament al Mylo Xyloto Tour, encapçalat pel grup Coldplay, pel qual la cantant va ser telonera.
Inicialment la gira va estar programada per iniciar el 4 de maig a la Catedral de Manchester, però es va retardar, ja que la vocalista va patir una lesió a las cordes vocals, així que va reprendre el 18 de juny a The Waterfront a Norwich. L'etapa nord-americana va començar el 10 de juliol al teatre Fonda de Los Angeles.
La gira va finalitzar el 29 de maig de 2013 després de l'actuació al Rumsey Playfield a Nova York.

## Recepció comercial
Electra Heart va debutar en primera posició de la llista de popularitat UK Albums Chart al haver venut 21.358 copies en la seva primera setmana al mercat. Es va convertir en el primer àlbum de Diamandis en encapçalar els rànquings britànics, encara que addicionalment el van catalogar com el disc del segle XXI amb vendes més baixes en arribar al número 1 en aquesta llista.
Més tard, Write It on Your Skin (2012) de Newton Faulkner el va superar al debutar a la mateixa posició amb les mateixes condicions, havent venut 16.647 copies.
Eventualment, la British Phonographic Industry va certificar Electra Heart com a disc de plata per superar les 60.000 unitats venudes al país.

## Llista de cançons

### Edició estàndard
| Electra Heart | Electra Heart           | Electra Heart                             | Electra Heart            | Electra Heart | Electra Heart | Electra Heart | Electra Heart |
| N.º           | Títol                   | Escriptors                                | Productors               | Duració       |               |               |               |
| ------------- | ----------------------- | ----------------------------------------- | ------------------------ | ------------- | ------------- | ------------- | ------------- |
| 1.            | «Bubblegum Bitch»       | Marina Diamandis i Rick Nowels            | Nowels i Dean Reid       | 2:34          |               |               |               |
| 2.            | «Primadonna»            | Diamandis, Julie Frost, Dr. Luke i Cirkut | Dr. Luke i Cirkut        | 3:41          |               |               |               |
| 3.            | «Lies»                  | Diamandis, Dr. Luke, Diplo i Cirkut       | Dr. Luke, Cirkut i Diplo | 3:46          |               |               |               |
| 4.            | «Homewrecker»           | Diamandis i Nowels                        | Nowels                   | 3:22          |               |               |               |
| 5.            | «Starring Role»         | Diamandis i Greg Kurstin                  | Kurstin                  | 3:27          |               |               |               |
| 6.            | «The State of Dreaming» | Diamandis, Devrim Karaoğlu i Nowels       | Nowels i Karaoğlu        | 3:36          |               |               |               |
| 7.            | «Power & Control»       | Diamandis i Steve Angello                 | Kurstin                  | 3:46          |               |               |               |
| 8.            | «Living Dead»           | Diamandis i Kurstin                       | Kurstin                  | 4:04          |               |               |               |
| 9.            | «Teen Idle»             | Diamandis                                 | Liam Howe                | 4:14          |               |               |               |
| 10.           | «Valley of the Dolls»   | Diamandis, Karaoğlu i Nowels              | Nowels i Karaoğlu        | 4:13          |               |               |               |
| 11.           | «Hypocrates»            | Diamandis i Nowels                        | Nowels i Karaoğlu        | 4:01          |               |               |               |
| 12.           | «Fear and Loathing»     | Diamandis                                 | Howe                     | 6:07          |               |               |               |
| 46:51         |                         |                                           |                          |               |               |               |               |

### Ediciódeluxe
| Electra Heart | Electra Heart              | Electra Heart                                                            | Electra Heart                       | Electra Heart | Electra Heart | Electra Heart | Electra Heart | Electra Heart |
| N.º           | Títol                      | Escriptors                                                               | Productors                          | Duració       |               |               |               |               |
| ------------- | -------------------------- | ------------------------------------------------------------------------ | ----------------------------------- | ------------- | ------------- | ------------- | ------------- | ------------- |
| 13.           | «Radioactive»              | Diamandis, RedOne, Stargate, Fabian Lenssen i Chuckie                    | RedOne, Stargate, Chuckie i Lenssen | 3:47          |               |               |               |               |
| 14.           | «Sex Yeah»                 | Diamandis i Kurstin                                                      | Kurstin                             | 3:46          |               |               |               |               |
| 15.           | «Lonely Hearts Club»       | Diamandis, Ryan Rabin i Ryan McMahon                                     | McMahon i Rabin                     | 3:01          |               |               |               |               |
| 16.           | «Buy the Stars»            | Diamandis                                                                | Howe                                | 4:47          |               |               |               |               |
| 17.           | «How To Be A Heartbreaker» | Diamandis, Dr. Luke, Cirkut, Benjamin Levin, Ammar Malik i Daniel Omelio | Dr. Luke, Cirkut i Benny Blanco     | 3:41          |               |               |               |               |
| 62:12         |                            |                                                                          |                                     |               |               |               |               |               |